# Settimo Milanese
Settimo Milanese település Olaszországban, Lombardia régióban, Milánó megyében. Lakosainak száma 19 944 fő (2023. január 1.). Settimo Milanese Cornaredo, Cusago, Milánó és Rho községekkel határos.

## Népesség
A település lakossága az elmúlt években az alábbi módon változott:
| Lakosok száma | 19 990 | 20 063 | 20 060 | 19 944 |
|               | 2013   | 2017   | 2018   | 2023   |